# Powell (Texas)
Powell kisváros az USA Texas államában, Navarro megyében. Lakosainak száma 99 fő (2020. április 1.).

## Népesség
A település népességének változása:
| Lakosok száma | 105  | 136  | 99   |
|               | 2000 | 2010 | 2020 |